# Johann Nepomuk Berger von der Pleisse
Johann Nepomuk svodobný pán Berger von der Pleisse (1768 Martin - 2. dubna 1864 Šoproň) byl rakouský generál. V rakouské armádě sloužil od roku 1786, vyznamenal se především v napoleonských válkách a v roce 1816 byl povýšen na barona. Poté zastával velitelské posty v Itálii, Rakousku a Uhrách, uplatnil se ještě jako osmdesátiletý během revolučních let 1848–1849. V roce 1849 odešel do penze v hodnosti polního zbrojmistra.

## Život
Johann Nepomuk Berger nastoupil do armády 23. července 1786 jako kadet k 34. pěšímu pluku „kníže Anton Esterházy“ a zúčastnil se rakousko-turecké války v letech 1787-1789. Účastnil se jako čekatel na důstojnický patent obléhání města Šabac a Bělehradu a 1. srpna 1788 byl povýšen do hodnosti praporčíka. Jako podporučík byl roku 1790 převelen k 56. pěšímu pluku a vyznamenal se během válek první koalice. Ve Flandrech se roku 1793 účastnil bitev u Valenciennes a Dunkerk, 17. a 18. května bojoval u Werwicku a roku 1794 se účastnil bitev u Tournai, Charleroi a Fleurus. V roce 1795 se pod velením hraběte Clerfayta účastnil obléhání Mannheimu a po bitvě o Würzburg byl povýšen do hodnosti nadporučíka. V rámci války v roce 1805 bojoval se svým 56. plukem v Itálii v okolí města Vicenza a u Castiglione.
Ve válce 1809 bojoval v Bavorsku a účastnil se přípravných střetnutí bitvy u Řezna (19. - 23. dubna). Ve střetnutí u Hausenu by zraněn na pravé ruce. Účastnil se bitvy u Wagramu a bitvy u Znojma. K datu 1. září 1809 povýšen do hodnosti podplukovníka. Během války v roce 1813 bojoval jeho batalion v bitvě u Drážďan a v bitvě národů u Lipska. Před bitvou u Lipska byl povýšen do hodnosti plukovníka.
Při vojenském tažení na jaře roku 1814 stály jeho jednotky na levém křídle rakouské armády a vyznamenaly se ve střetnutí u St. Julien v únoru 1814 a v březnu v bitvě u Les Lusiettes. Císařem Františkem I. mu byl 26. března 1814 udělen rytířský kříž Řádu Marie Terezie. Od ruského cara Alexandra I. Řád sv. Jiří IV. třídy. . V roce 1815 velel 51. pěšímu pluku („baron Spleny de Miháldy“). S tímto plukem se pod velením polního podmaršála hraběte Neipperga účastnil bojů proti Muratovi v bitvě u Tolentina. V dubnu 1816 byl povýšen do stavu svobodných pánů (baron) s predikátem „von der Pleiße“ odvozeným od názvu řeky Pleiße v Sasku, kde se vyznamenal v bojích v roce 1813.
V roce 1824 byl povýšen do hodnosti generálmajora a byl jmenován velitelem brigády v Cremoně. V roce 1827 velel brigádě ve Vídni a v roce 1831 se stal zemským velitelem Tyrolsku. V září 1832 byl povýšen do hodnosti polního podmaršála. V roce 1837 byl jmenován pevnostním velitelem v Temešváru a koncem listopadu 1844 velitelem pevnosti Arad. Během revoluce v Uhrách v říjnu 1848 oblehli Maďaři pevnost a začátkem července 1849 pevnost kapitulovala. Berger byl poté penzionován v hodnosti polního zbrojmistra a obdržel komandérský kříž Leopoldova řádu.

### Rodina
V roce 1836 se oženil s Agnes hraběnkou von Gleispach (1790–1870) se kterou po odchodu do penze žil ve Vídni a od roku 1851 v Šoproni. Manželství zůstalo bez potomostva, Johann Nepomuk adoptoval svého synovce Georga Friedricha Bergera (1816–1853), který také sloužil v armádě a baronský titul mu byl potvrzen v roce 1825.